# Conseil régional du Grand Est
Mandature 2021-2028
Conseil régional d'Alsace
Conseil régional de Lorraine
Conseil régional de Champagne-Ardenne
Hôtel de région
Le conseil régional du Grand Est est l'assemblée délibérante de la région française du Grand Est. Le conseil régional est composé de 169 conseillers régionaux élus pour 6 ans et est présidé par Franck Leroy (DVD), élu le 13 janvier 2023, à la suite de la démission de Jean Rottner (LR).

## Historique
Le conseil régional du Grand Est, alors nommé de façon provisoire « conseil régional d'Alsace-Champagne-Ardenne-Lorraine », est créé par la loi relative à la délimitation des régions, aux élections régionales et départementales et modifiant le calendrier électoral du 16 janvier 2015 avec effet au 1er janvier 2016. Il est issu de la fusion des conseils régionaux d’Alsace, de Champagne-Ardenne et de Lorraine, qui comprennent respectivement 47, 49 et 73 élus, soit 169 conseillers régionaux au total.
Selon le quatrième alinéa de l'article 2 de la loi du 16 janvier 2015, le chef-lieu définitif de la nouvelle région est Strasbourg. L’exécutif, l'administration et l'assemblée du conseil régional sont fixés à Strasbourg, le lieu de réunion pour l'assemblée plénière est quant à lui fixé sur le site de l'ancien conseil régional de Lorraine à Metz, les commissions permanentes restant à Strasbourg.
L'article 5 de cette loi fixe à 169 le nombre de conseillers régionaux ; elle distribue le nombre de candidats (189) par section départementale en vue des élections de décembre 2015 :
| Département        | Candidats par liste | Élus |
| ------------------ | ------------------- | ---- |
| Ardennes           | 11                  | 7    |
| Aube               | 11                  | 9    |
| Marne              | 19                  | 17   |
| Haute-Marne        | 8                   | 5    |
| Meurthe-et-Moselle | 24                  | 23   |
| Meuse              | 8                   | 6    |
| Moselle            | 34                  | 31   |
| Bas-Rhin           | 35                  | 36   |
| Haut-Rhin          | 25                  | 23   |
| Vosges             | 14                  | 12   |
| Total              | 189                 | 169  |

La région prend la dénomination « Grand Est » en septembre 2016, sur proposition du conseil régional.

### Composition initiale (2016-2017)

Composition du conseil régional (2016-2017).

### Composition à la suite de la première scission du groupe FN (2017-2018)

Composition du conseil régional (2017-2018).

### Composition à la suite de la seconde scission du groupe FN et modifications (depuis mars 2018)

Composition du conseil régional (2018).

Composition du conseil régional (2018-2019).

Composition du conseil régional (2019).

## Composition

### Mandature 2021-2028
| Président du Conseil régional du Grand Est  |       |       |      |                                      |                     |                                           |
| Franck Leroy (DVD)                          |       |       |      |                                      |                     |                                           |
| Parti                                       | Sigle | Sigle | Élus | Groupe                               | Président de groupe | Président de groupe                       |
| Majorité (94 sièges)                        |       |       |      |                                      |                     |                                           |
| Les Républicains                            |       | LR    | 37   | Majorité régionale                   |                     | Valérie Debord (LR)                       |
| Divers droite                               |       | DVD   | 35   | Majorité régionale                   |                     | Valérie Debord (LR)                       |
| Union des démocrates et indépendants        |       | UDI   | 10   | Majorité régionale                   |                     | Valérie Debord (LR)                       |
| Parti radical                               |       | PRV   | 6    | Majorité régionale                   |                     | Valérie Debord (LR)                       |
| Mouvement démocrate                         |       | MoDem | 4    | Majorité régionale                   |                     | Valérie Debord (LR)                       |
| Horizons                                    |       | HOR   | 2    | Majorité régionale                   |                     | Valérie Debord (LR)                       |
| Opposition (75 sièges)                      |       |       |      |                                      |                     |                                           |
| Rassemblement national                      |       | RN    | 28   | Rassemblement national et apparentés |                     | Laurent Jacobelli (RN)                    |
| L'Avenir français                           |       | LAF   | 3    | Rassemblement national et apparentés |                     | Laurent Jacobelli (RN)                    |
| Divers droite                               |       | DVD   | 1    | Rassemblement national et apparentés |                     | Laurent Jacobelli (RN)                    |
| Renaissance                                 |       | RE    | 7    | Centristes et Territoires            |                     | Christophe Choserot (RE)                  |
| Horizons                                    |       | HOR   | 5    | Centristes et Territoires            |                     | Christophe Choserot (RE)                  |
| Divers centre                               |       | DVC   | 2    | Centristes et Territoires            |                     | Christophe Choserot (RE)                  |
| Mouvement démocrate                         |       | MoDem | 2    | Centristes et Territoires            |                     | Christophe Choserot (RE)                  |
| Europe Écologie Les Verts                   |       | EÉLV  | 9    | Les Écologistes                      |                     | Eliane Romanie (LÉ) et Lou Noirclere (LÉ) |
| Divers gauche                               |       | DVG   | 1    | Les Écologistes                      |                     | Eliane Romanie (LÉ) et Lou Noirclere (LÉ) |
| Génération écologie                         |       | GÉ    | 2    | Les Écologistes                      |                     | Eliane Romanie (LÉ) et Lou Noirclere (LÉ) |
| Écologie au centre                          |       | EAC   | 2    | Les Écologistes                      |                     | Eliane Romanie (LÉ) et Lou Noirclere (LÉ) |
| Parti socialiste                            |       | PS    | 10   | La Gauche solidaire et écologiste    |                     | Michaël Weber (PS)                        |
| Parti communiste français                   |       | PCF   | 3    | La Gauche solidaire et écologiste    |                     | Michaël Weber (PS)                        |
| Centre national des indépendants et paysans |       | CNIP  | 1    | Non-inscrit                          | Aucun               | Aucun                                     |

## Exécutif

### Présidents
| Président | Président        | Parti | Dates                               | Notes       |
| --------- | ---------------- | ----- | ----------------------------------- | ----------- |
|           | Philippe Richert | LR    | 1er janvier 2016 - 4 janvier 2016   | Par intérim |
|           | Philippe Richert | LR    | 4 janvier 2016 - 30 septembre 2017  |             |
|           | Jean-Luc Bohl    | UDI   | 30 septembre 2017 - 20 octobre 2017 | Par intérim |
|           | Jean Rottner     | LR    | 20 octobre 2017 - 30 décembre 2022  |             |
|           | Franck Leroy     | DVD   | 30 décembre 2022 - 13 janvier 2023  | Par intérim |
|           | Franck Leroy     | DVD   | Depuis le 13 janvier 2023           |             |

#### Philippe Richert

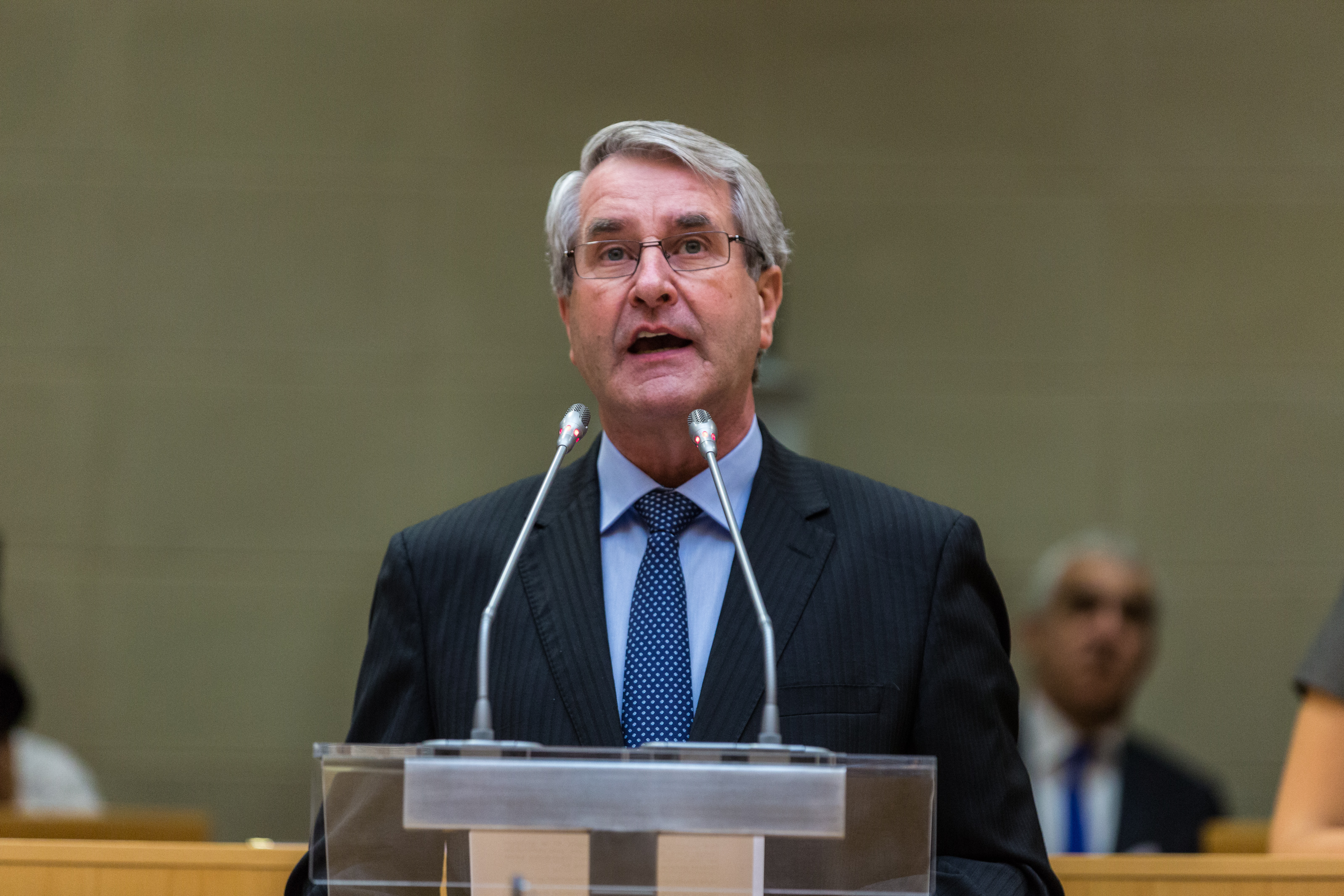
Philippe Richert au cours de son discours d’investiture à la présidence de la région, le 4 janvier 2016.

Au terme des élections régionales de 2015 en Alsace-Champagne-Ardenne-Lorraine, Philippe Richert est élu président du conseil régional lors de la séance d'installation de l'assemblée, le 4 janvier 2016. Florian Philippot, chef de file du Front national, est également candidat à la présidence. Alors que les deux candidats font le plein des voix de leur groupe respectif (les deux voix manquant à Philippe Richert correspondent au vote blanc de ce dernier et à l'absence d'une élue n'ayant pas participé au vote), la gauche ne présente pas de candidat et ses élus votent blanc.
|            | Philippe Richert  | LR         | 102 |  |  |  |  |  |
|            | Florian Philippot | FN         | 46  |  |  |  |  |  |
|            |                   |            |     |  |  |  |  |  |
| Inscrits   | Inscrits          | Inscrits   | 169 |  |  |  |  |  |
| Abstention | Abstention        | Abstention | 1   |  |  |  |  |  |
| Votants    | Votants           | Votants    | 168 |  |  |  |  |  |
| Blancs     | Blancs            | Blancs     | 20  |  |  |  |  |  |
| Nul        | Nul               | Nul        | 0   |  |  |  |  |  |
| Exprimés   | Exprimés          | Exprimés   | 148 |  |  |  |  |  |

Il démissionne en septembre 2017 afin de laisser ses successeurs préparer les élections de 2021,.

#### Jean Rottner
À la suite de la démission de Philippe Richert, Jean-Luc Bohl assure l'intérim à la tête du conseil régional du 30 septembre au 20 octobre 2017. Jean Rottner est ensuite élu président, bien qu'obtenant huit voix de moins que le nombre d'élus de sa majorité.
Le scrutin de 2017 a donné les résultats suivants :
|                | Jean Rottner        | LR             | 96  |  |  |  |  |  |
|                | Virginie Joron      | FN             | 35  |  |  |  |  |  |
|                | Christophe Choserot | LREM           | 1   |  |  |  |  |  |
|                |                     |                |     |  |  |  |  |  |
| Inscrits       | Inscrits            | Inscrits       | 169 |  |  |  |  |  |
| Abstention     | Abstention          | Abstention     | 0   |  |  |  |  |  |
| Votants        | Votants             | Votants        | 169 |  |  |  |  |  |
| Blancs et Nuls | Blancs et Nuls      | Blancs et Nuls | 37  |  |  |  |  |  |
| Exprimés       | Exprimés            | Exprimés       | 132 |  |  |  |  |  |

Réélu au terme des élections régionales de 2021 dans le Grand Est, il démissionne fin 2022 pour motifs familiaux, partant dans le privé en rejoignant le cabinet de conseil et promoteur immobilier Réalités,.

#### Franck Leroy
À la suite de la démission de Jean Rottner, son 1er vice-président Franck Leroy, élu de la Marne, assure l'intérim à la tête du conseil régional du 30 décembre 2022 au 13 janvier 2023, date à laquelle il est élu président en titre, obtenant deux voix de plus que le nombre d'élus de sa majorité. Il annonce par la suite ne pas renouveler son adhésion à Horizons, le parti d'Édouard Philippe. Autre fait marquant, le Rassemblement national obtient deux voix de plus que le nombre d'élus RN.
| Candidat       | Candidat          | Parti          | Voix |
| -------------- | ----------------- | -------------- | ---- |
|                | Franck Leroy      | DVD            | 96   |
|                | Laurent Jacobelli | RN             | 34   |
| Inscrits       | Inscrits          | Inscrits       | 169  |
| Abstention     | Abstention        | Abstention     | 2    |
| Votants        | Votants           | Votants        | 167  |
| Blancs et Nuls | Blancs et Nuls    | Blancs et Nuls | 37   |
| Exprimés       | Exprimés          | Exprimés       | 167  |

### Vice-présidents

#### Sous la présidence Richert
| N°                  | Conseiller régional | Conseiller régional            | Parti        | Délégation                                                                    | Département d'élection |
| ------------------- | ------------------- | ------------------------------ | ------------ | ----------------------------------------------------------------------------- | ---------------------- |
| 1re vice-présidence |                     | Patrick Weiten (jusqu'en 2016) | UDI          | Coopérations territoriale et transfrontalière                                 | Moselle                |
| 1re vice-présidence |                     | Jean-Luc Bohl (depuis 2016)    | UDI          | Chargé des Représentations institutionnelles et des Relations internationales | Moselle                |
| 2e vice-présidence  |                     | Christine Guillemy             | MoDem        | Chargé des Mobilités et Infrastructures de transport                          | Haute-Marne            |
| 3e vice-présidence  |                     | Jean Rottner                   | LR           | Chargé de la Compétitivité des territoires et Numérique                       | Haut-Rhin              |
| 4e vice-présidence  |                     | Valérie Debord                 | LR           | Chargée de la Démocratie territoriale et de l'Enseignement supérieur          | Meurthe-et-Moselle     |
| 5e vice-présidence  |                     | Jean-Luc Warsmann              | LR puis UDI  | Chargé de l'Évaluation des politiques et Ressources humaines                  | Ardennes               |
| 6e vice-présidence  |                     | Lilla Mérabet                  | UDI          | Innovation & Recherche                                                        | Bas-Rhin               |
| 7e vice-présidence  |                     | Gérard Cherpion                | LR           | Emploi, Formation, Apprentissage                                              | Vosges                 |
| 8e vice-présidence  |                     | Françoise Boog                 | LR           | Attractivité des territoires                                                  | Haut-Rhin              |
| 9e vice-présidence  |                     | Xavier Albertini               | LR puis DVD  | Projets transversaux, Stratégie et Prospective                                | Marne                  |
| 10e vice-présidence |                     | Nicole Muller-Becker           | LR           | Développement du multilinguisme                                               | Moselle                |
| 11e vice-présidence |                     | Marc Sebeyran                  | UDI          | Finances, Contrôle de gestion, Commande Publique                              | Aube                   |
| 12e vice-présidence |                     | Elsa Schalck                   | LR           | Jeunesse et Orientation                                                       | Bas-Rhin               |
| 13e vice-présidence |                     | Philippe Mangin                | DVD          | Ruralité et Agriculture                                                       | Meuse                  |
| 14e vice-présidence |                     | Véronique Guillotin            | UDI puis MR  | Sécurité, Santé, Handicap                                                     | Meurthe-et-Moselle     |
| 15e vice-présidence |                     | Franck Leroy                   | UDI puis DVD | Solidarité Territoriale, Qualité de vie & Transition énergétique              | Marne                  |

#### Sous la présidence Rottner
| N°                  | Conseiller régional            | Délégation                                                          |
| ------------------- | ------------------------------ | ------------------------------------------------------------------- |
| 1re vice-présidence | Franck Leroy (DVD)             | Environnement, transition écologique, SRADDET                       |
| 2e vice-présidence  | Valérie Debord (LR)            | Emploi, formation, orientation et apprentissage                     |
| 3e vice-présidence  | François Grosdidier (DVD)      | Enseignement supérieur, recherche et innovation                     |
| 4e vice-présidence  | Christèle Willer (LR)          | Lycée durable et éducation                                          |
| 5e vice-présidence  | Boris Ravignon (LR)            | Attractivité, tourisme, culture                                     |
| 6e vice-présidence  | Brigitte Torloting (UDI)       | Grande Région, transfrontalier, Europe et relations internationales |
| 7e vice-présidence  | Philippe Mangin (DVD)          | Transports, déplacements et infrastructures                         |
| 8e vice-présidence  | Denise Buhl (MoDem)            | Montagne, ruralité, patrimoine local                                |
| 9e vice-présidence  | François Werner (UDI)          | Économie, fonds européens et commande publique                      |
| 10e vice-présidence | Nadège Hornbeck (LR)           | Santé, solidarité et famille                                        |
| 11e vice-présidence | Marc Sebeyran (UDI)            | Agriculture, bioéconomie, viticulture et forêt                      |
| 12e vice-présidence | Marie-Gabrielle Chevillon (LR) | Logement, handicap, citoyenneté et engagement                       |
| 13e vice-présidence | Thibaud Philipps (LR)          | Jeunesse et sport                                                   |
| 14e vice-présidence | Elisabeth Del Genini (LR)      | Cohésion territoriale et contractualisation                         |

#### Sous la présidence Leroy
Le 13 janvier 2023, à la suite de l'élection de Franck Leroy comme président, le conseil régional a élu ses vice-présidents, qui sont :
| N°                  | Conseiller régional | Conseiller régional       | Parti | Délégation                                                              | Département d'élection |
| ------------------- | ------------------- | ------------------------- | ----- | ----------------------------------------------------------------------- | ---------------------- |
| 1re vice-présidence |                     | Valérie Debord            | LR    | Emploi, formation, orientation, apprentissage et enseignement supérieur | Meurthe-et-Moselle     |
| 2e vice-présidence  |                     | Claude Sturni             | DVD   | Développement économique, recherche et innovation                       | Alsace                 |
| 3e vice-présidence  |                     | Cédric Gouth              | DVD   | Tourisme                                                                | Moselle                |
| 4e vice-présidence  |                     | Christèle Willer          | LR    | Lycée durable et éducation                                              | Alsace                 |
| 5e vice-présidence  |                     | Marc Sebeyran             | UDI   | Finances et commande publique                                           | Aube                   |
| 6e vice-présidence  |                     | Brigitte Torloting        | UDI   | Transfrontalier, Europe et relations internationales                    | Moselle                |
| 7e vice-présidence  |                     | Philippe Mangin           | DVD   | Bioéconomie, bioénergies et alimentation durable                        | Meuse                  |
| 8e vice-présidence  |                     | Denise Buhl               | MoDem | Montagne, ruralité, patrimoine local                                    | Alsace                 |
| 9e vice-présidence  |                     | François Werner           | UDI   | Transition écologique et énergétique                                    | Meurthe-et-Moselle     |
| 10e vice-présidence |                     | Nadège Hornbeck           | LR    | Santé, prévention et handicap                                           | Alsace                 |
| 11e vice-présidence |                     | Marie-Gabrielle Chevillon | LR    | Aménagement du Territoire                                               | Haute-Marne            |
| 12e vice-présidence |                     | Thibaud Philipps          | LR    | Transports et mobilités durables                                        | Alsace                 |
| 13e vice-présidence |                     | Élisabeth Del Genini      | LR    | Citoyenneté, engagement et vie associative                              | Vosges                 |
| 14e vice-présidence |                     | Béatrice Moreau           | DVD   | Agriculture, viticulture et forêt                                       | Marne                  |
| 15e vice-présidence |                     | Guillaume Maréchal        | LR    | Jeunesse et sport                                                       | Ardennes               |

### Commission permanente
Compte tenu du nombre important de décisions à prendre, le Conseil régional délègue une partie de ses pouvoirs à la commission permanente. Cette dernière est composée, en plus du président, de cinquante-six membres dont les vice-présidents du Conseil régional. Ces cinquante-six élus se réunissent une fois par mois pour mettre en œuvre les décisions prises en assemblée plénière après avis des commissions thématiques.

#### Sous la présidence Richert
Outre le président et les vice-présidents, siègent au sein de la commission permanente :
- au titre de la Majorité :
  - Marie-Reine Fischer
  - François Werner
  - Pascale Gaillot
  - Thierry Hory
  - Isabelle Heliot-Couronne
  - Laurent Burckel
  - Martine Lizola
  - Jackie Helfgott
  - Nejla Brandalise
  - Pascal Mangin
  - Rachel Paillard
  - Daniel Gremillet
  - Christelle Willer
  - Henry Lemoine
  - Chantal Risser
  - Sylvain Waserman
  - Brigitte Torloting
  - Jacques Cattin
  - Catherine Zuber
- au titre du groupe Les Patriotes - Front national :
  - Bruno Subtil
  - Virginie Joron
  - Éric Vilain
  - Hombeline du Parc
  - Kévin Pfeffer
  - Éliane Klein
  - Thomas Laval
  - Françoise Grolet (pt)
  - Jordan Grosse-Cruciani
  - Marie-Hélène de Lacoste Lareymondie
  - Guillaume Luczka
  - Laurence Burg
  - Fréderic Fabre
  - Marion Wilhem
  - Jean-Claude Bader
- au titre du groupe socialiste :
  - Anne-Pernelle Richardot
  - Antoine Homé
  - Joëlle Barat
  - Olivier Girardin
  - Paola Zanetti
  - Bertrand Masson

Au total sur 55 membres (hors-président), 34 sièges reviennent au groupe majorité régionale, 15 au groupe Les Patriotes - Front national et 6 au groupe socialiste.

#### Sous la présidence Rottner
Outre le président et les vice-présidents, siègent au sein de la commission permanente :
- au titre de la Majorité :
  - Marie-Reine Fischer
  - Thierry Hory
  - Isabelle Heliot-Couronne
  - Laurent Burckel
  - Martine Lizola
  - Jackie Helfgott
  - Nejla Brandalise
  - Pascal Mangin
  - Rachel Paillard
  - Daniel Gremillet
  - Chantal Risser
  - Henry Lemoine
  - Brigitte Torloting
  - Sylvain Waserman
  - Catherine Zuber
  - Jacques Cattin
  - Atissar Hibour
  - Cédric Chevalier
  - Véronique Marchet
  - Jean-Luc Warsmann
- au titre du groupe Front national - Bleu Marine Grand Est :
  - Bruno Subtil
  - Virginie Joron
  - Jean-Claude Bader
  - Hombeline du Parc
  - Kévin Pfeffer
  - Françoise Grolet (pt)
  - Marie-Hélène de Lacoste Lareymondie
  - Guillaume Luczka
  - Fréderic Fabre - Eliane Klein
- au titre du groupe socialiste :
  - Anne-Pernelle Richardot
  - Bertrand Masson
  - Joëlle Barat
  - Antoine Homé
  - Olivier Girardin
- au titre du groupe Les Patriotes :
  - Thomas Laval
  - Éric Vilain
- au titre du groupe CNIP - divers droite :
  - Laurence Burg
- au titre des non-inscrits :
  - Jordan Grosse-Cruciani
- au titre du groupe Les Progressistes :
  - Paola Zanetti

#### Sous la présidence Leroy
Outre le président et les vice-présidents, siègent au sein de la commission permanente :
- au titre de la Majorité :
  - Claude Sturni
  - Valérie Debord
  - François Grosdidier
  - Christèle Willer
  - Marc Sebeyran
  - Brigitte Sebeyran
  - Brigitte Torloting
  - Philippe Mangin
  - Denise Buhl
  - François Werner
  - Nadège Hornbeck
  - Thibaud Philipps
  - Marie-Gabrielle Chevillon
  - Guillaume Marechal
  - Elisabeth Del Genini
  - Etienne Marasi
  - Béatrice Moreau
  - Christian Debeve
  - Stéphanie Kis
  - David Valence
  - Catherine Belrhiti
  - Cédric Gouth
  - Véronique Marchet
  - Jean-Luc Warsmann
  - Pascale Gaillot
  - Laurent Wendlinger
  - Martine Lizola
  - Thierry Hory
  - Gabrielle Rosner-Bloch
  - Daniel Gremillet
  - Atissar Hibour
  - Thierry Nicolas
  - Sophie Delong
  - Patrick Floquet
- au titre du groupe Rassemblement National et Apparentés :
  - Laurent Jacobelli
  - Hombeline du Parc
  - Frédéric Fabre
  - Christelle Ritz
  - Jean-Louis Masson
  - Françoise Grolet
  - Fabien Engelmann
  - Marie-Claude Voinçon
  - Christian Zimmermann
  - Aude Brastenhofer
- au titre du groupe Centristes et Territoires :
  - Aina Kuric
  - Christophe Choserot
  - Lara Million
  - Didier Pettermann
  - Séverine Weider-Niglis
- au titre du groupe Les Écologistes :
  - Eliane Romani
  - Christophe Dumont
  - Géraldine Krin
  - Gérard Schann
- au titre du groupe La gauche solidaire et écologiste :
  - Michaël Weber
  - Sandra Blaise
  - Éric Quenard
  - Nadia Linda Ibiem

## Commissions

### Sous la présidence Richert
| Commission                                                    | Président                     | Parti | Parti | Département        |
| ------------------------------------------------------------- | ----------------------------- | ----- | ----- | ------------------ |
| Commission des Finances                                       | Jean-Pierre Liouville         |       | PS    | Moselle            |
| Commission des Relations internationales et transfrontalières | Frédéric Pfliegersdorfer      |       | UDI   | Bas-Rhin           |
| Commission Transports et déplacements                         | David Valence                 |       | UDI   | Vosges             |
| Commission Formation professionnelle                          | Véronique Marchet             |       | UDI   | Marne              |
| Commission Lycées et apprentissage                            | Atissar Hibour                |       | UDI   | Meuse              |
| Commission Jeunesse                                           | Cédric Chevalier              |       | UDI   | Marne              |
| Commission Développement économique                           | Sylvain Waserman              |       | MoDem | Bas-Rhin           |
| Commission Innovation                                         | Isabelle Héliot-Couronne      |       | LR    | Aube               |
| Commission Enseignement supérieur et recherche                | François Werner               |       | UDI   | Meurthe-et-Moselle |
| Commission Agriculture et Forêt                               | Pascale Gaillot               |       | UDI   | Ardennes           |
| Commission Aménagement des territoires                        | Martine Lizola                |       | LR    | Marne              |
| Commission Environnement                                      | Christian Guirlinger          |       | DVD   | Meurthe-et-Moselle |
| Commission Culture                                            | Pascal Mangin                 |       | LR    | Bas-Rhin           |
| Commission Sport                                              | Jean-Paul Omeyer              |       | LR    | Haut-Rhin          |
| Commission Tourisme                                           | Jean-Luc Bohl (jusqu'en 2016) |       | UDI   | Moselle            |
| Commission Tourisme                                           | Jackie Helfgott (depuis 2016) |       | LR    | Moselle            |

### Sous la présidence Rottner
| Commission                                                    | Président                | Parti | Parti | Département        |
| ------------------------------------------------------------- | ------------------------ | ----- | ----- | ------------------ |
| Commission des Finances                                       | Jean-Pierre Liouville    |       | PS    | Moselle            |
| Commission des Relations internationales et transfrontalières | Frédéric Pfliegersdorfer |       | UDI   | Bas-Rhin           |
| Commission Transports et Déplacements                         | Mireille Gazin           |       | UDI   | Meurthe-et-Moselle |
| Commission Formation professionnelle                          | Véronique Marchet        |       | UDI   | Marne              |
| Commission Lycées et Apprentissage                            | Atissar Hibour           |       | UDI   | Meuse              |
| Commission Jeunesse                                           | Cédric Chevalier         |       | UDI   | Marne              |
| Commission Développement économique                           | Isabelle Héliot-Couronne |       | LR    | Aube               |
| Commission Innovation, Enseignement supérieur et recherche    | Rémy Sadocco             |       | LR    | Moselle            |
| Commission Agriculture et Forêt                               | Patrick Bastian          |       | LR    | Bas-Rhin           |
| Commission Aménagement des territoires                        | Martine Lizola           |       | LR    | Marne              |
| Commission Environnement                                      | Christian Guirlinger     |       | DVD   | Meurthe-et-Moselle |
| Commission Culture                                            | Pascal Mangin            |       | LR    | Bas-Rhin           |
| Commission Sport                                              | Thierry Hory             |       | LR    | Moselle            |
| Commission Tourisme                                           | Jackie Helfgott          |       | LR    | Moselle            |

### Sous la présidence Leroy
| Commission                                                             | Président           | Parti | Département        |
| ---------------------------------------------------------------------- | ------------------- | ----- | ------------------ |
| Commission des Finances                                                | Catherine Belrhiti  | LR    | Moselle            |
| Commission Transfrontalier, Europe et Relations Internationales        | Christian Debeve    |       | Alsace             |
| Commission Transports, déplacements et infrastructures                 | David Valence       |       | Vosges             |
| Commission Formation professionnelle                                   | Stéphanie Kis       |       | Moselle            |
| Commission Lycée durable et éducation                                  | Atissar Hibour      |       | Meuse              |
| Commission Développement économique                                    | Étienne Marasi      |       | Haute-Marne        |
| Commission Enseignement supérieur, Recherche et Innovation             | Véronique Marchet   |       | Marne              |
| Commission Territoires                                                 | Jean-Luc Warsmann   | UDI   | Ardennes           |
| Commission Environnement                                               | Pascale Gaillot     |       | Ardennes           |
| Commission Agriculture, viticulture et forêt                           | Laurent Wendlinger  |       | Alsace             |
| Commission Culture et mémoire                                          | Martine Lizola      |       | Marne              |
| Commission Tourisme                                                    | Cédric Gouth        |       | Moselle            |
| Commission Santé, solidarité, citoyenneté                              | Véronique Guillotin | PR    | Meurthe-et-Moselle |
| Commission Sport, jeunesse                                             | Thierry Hory        |       | Moselle            |
| Commission Montagne, ruralité, patrimoine local et patrimoine paysager | Philippe Borde      |       | Aube               |

## Siège
Le siège du conseil régional du Grand Est se trouve au 1 place Adrien Zeller, dans le quartier du Contades, au nord de Strasbourg.
La station de tramway du Wacken, sur les lignes B et E se situe juste en face.

## Identité visuelle

Logotype
Logo provisoire, du 1er janvier au 28 août 2016.
Logo utilisé du 28 août 2016 à 2022.
Logo utilisé depuis 2022. Y figure désormais la mention « la Région ». En revanche, les noms des trois régions composant le Grand Est n’est désormais plus présent.

## Affaires judiciaires
La présidente de la commission Environnement, Pascale Gaillot, est poursuivie en 2022 pour prise illégale d'intérêts. Selon les réquisitions du parquet, lors du mandat précédent, elle ne se serait pas retirée d'un vote d'une subvention de 156 000 euros en faveur d'une association dont son mari était à l'époque le trésorier.